# 지평양조장
양평 지평양조장은 대한민국 경기도 양평군 지평면 지평리에 있는 막걸리 양조장이다. 2014년 7월 1일 대한민국의 국가등록문화재 제594호로 지정되었다.

## 역사
지평양조장은 1925년경부터 막걸리를 생산해 왔고, 현재 대한민국에서 가장 오래된 양조장 중 하나로 알려져 있다.
지평양조장은 한국전쟁 당시 인근에서 잔존한 유일한 건물로, 지평리 전투 당시 UN군 사령부로 사용되었고, 당시 사령부였음을 알려주는 기념비가 양조장 입구에 세워져 있다.

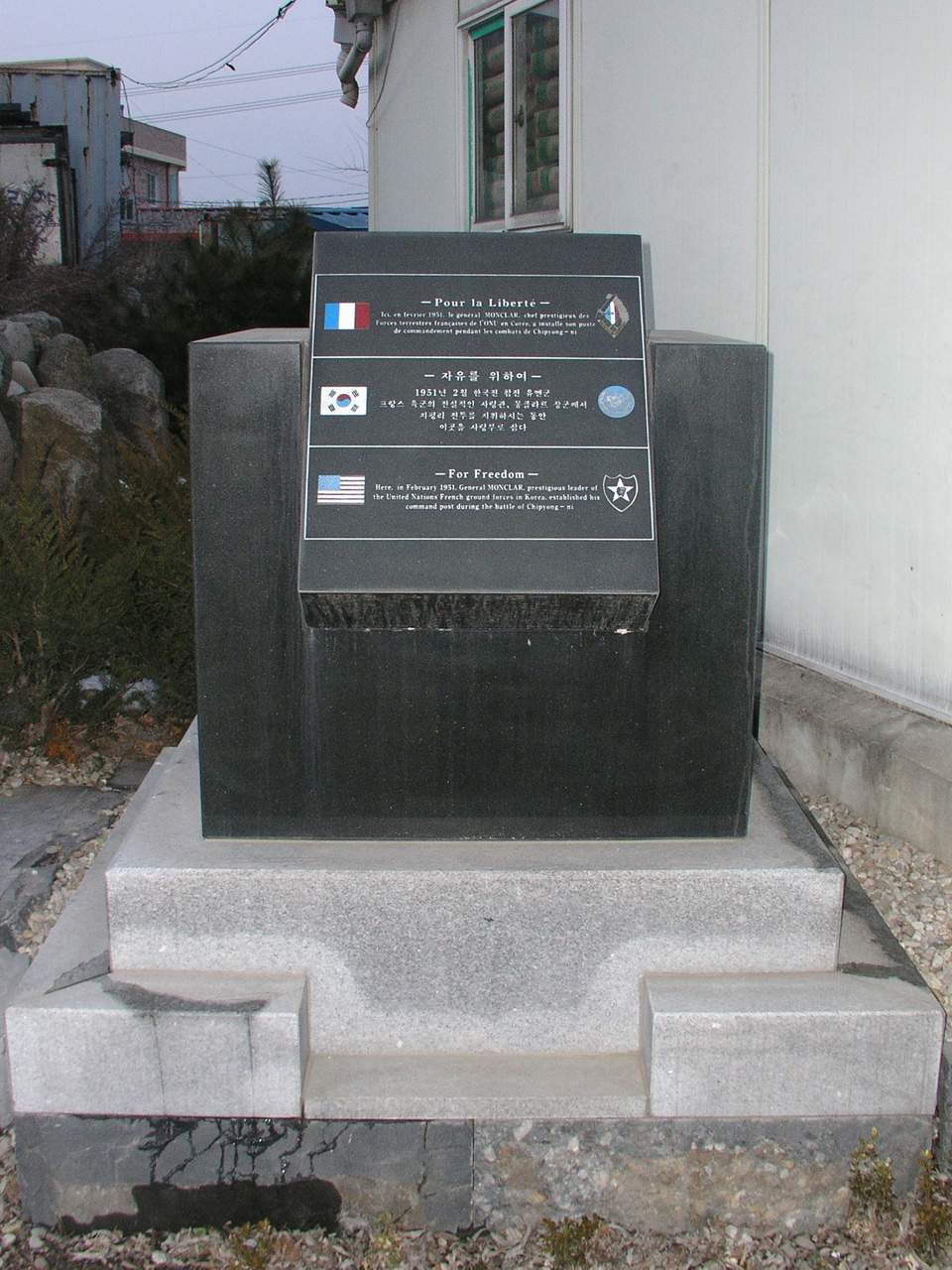
지평양조장 옆의 전투전적비

- 자유를 위하여 - 
1951년 2월 한국전 참전 유엔군 
프랑스 육군의 전설적인 사령관 몽클라르 장군께서 
지평리 전투를 지휘하시는 동안
 이곳을 사령부로 삼다— 기념비 中

## 지정 사유
지평양조장은 현재 3대에 걸쳐 가업을 이어 전통 제조 기술을 그대로 유지하면서 전통주를 제조하고 있는 건물로 환기를 위해 높은 창을 두고, 보온을 위해 벽체와 천장에 왕겨를 채 웠으며, 서까래 위에 산자대신 대자리형식으로 짠 것, 외벽의 일부에 흙벽돌을 사용한 것이 특징적이다.
일제 강점기 한식 목구조를 바탕으로 일식 목구조를 접합하여 대공간을 구성한 절충식 구조로 당시 탁주 생산 공장으로서 기능적 특성을 건축적으로 잘 보여주고 있다.

## 같이 보기
- 지평리 전투

## 참고 자료
- 지평양조장 - 국가유산청 국가유산포털
- Cocktail comeback rescues ancient Korean brew, CNN
- What's old is new again, CNN Video Report.